# Peó endarrerit
|   | a | b | c | d | e | f | g | h |   |
| 8 | c6 negres peó · c5 black cross · d5 negres peó · d4 blanques peó · c2 black circle · c1 black circle | c6 negres peó · c5 black cross · d5 negres peó · d4 blanques peó · c2 black circle · c1 black circle | c6 negres peó · c5 black cross · d5 negres peó · d4 blanques peó · c2 black circle · c1 black circle | c6 negres peó · c5 black cross · d5 negres peó · d4 blanques peó · c2 black circle · c1 black circle | c6 negres peó · c5 black cross · d5 negres peó · d4 blanques peó · c2 black circle · c1 black circle | c6 negres peó · c5 black cross · d5 negres peó · d4 blanques peó · c2 black circle · c1 black circle | c6 negres peó · c5 black cross · d5 negres peó · d4 blanques peó · c2 black circle · c1 black circle | c6 negres peó · c5 black cross · d5 negres peó · d4 blanques peó · c2 black circle · c1 black circle | 8 |
| 7 | c6 negres peó · c5 black cross · d5 negres peó · d4 blanques peó · c2 black circle · c1 black circle | c6 negres peó · c5 black cross · d5 negres peó · d4 blanques peó · c2 black circle · c1 black circle | c6 negres peó · c5 black cross · d5 negres peó · d4 blanques peó · c2 black circle · c1 black circle | c6 negres peó · c5 black cross · d5 negres peó · d4 blanques peó · c2 black circle · c1 black circle | c6 negres peó · c5 black cross · d5 negres peó · d4 blanques peó · c2 black circle · c1 black circle | c6 negres peó · c5 black cross · d5 negres peó · d4 blanques peó · c2 black circle · c1 black circle | c6 negres peó · c5 black cross · d5 negres peó · d4 blanques peó · c2 black circle · c1 black circle | c6 negres peó · c5 black cross · d5 negres peó · d4 blanques peó · c2 black circle · c1 black circle | 7 |
| 6 | c6 negres peó · c5 black cross · d5 negres peó · d4 blanques peó · c2 black circle · c1 black circle | c6 negres peó · c5 black cross · d5 negres peó · d4 blanques peó · c2 black circle · c1 black circle | c6 negres peó · c5 black cross · d5 negres peó · d4 blanques peó · c2 black circle · c1 black circle | c6 negres peó · c5 black cross · d5 negres peó · d4 blanques peó · c2 black circle · c1 black circle | c6 negres peó · c5 black cross · d5 negres peó · d4 blanques peó · c2 black circle · c1 black circle | c6 negres peó · c5 black cross · d5 negres peó · d4 blanques peó · c2 black circle · c1 black circle | c6 negres peó · c5 black cross · d5 negres peó · d4 blanques peó · c2 black circle · c1 black circle | c6 negres peó · c5 black cross · d5 negres peó · d4 blanques peó · c2 black circle · c1 black circle | 6 |
| 5 | c6 negres peó · c5 black cross · d5 negres peó · d4 blanques peó · c2 black circle · c1 black circle | c6 negres peó · c5 black cross · d5 negres peó · d4 blanques peó · c2 black circle · c1 black circle | c6 negres peó · c5 black cross · d5 negres peó · d4 blanques peó · c2 black circle · c1 black circle | c6 negres peó · c5 black cross · d5 negres peó · d4 blanques peó · c2 black circle · c1 black circle | c6 negres peó · c5 black cross · d5 negres peó · d4 blanques peó · c2 black circle · c1 black circle | c6 negres peó · c5 black cross · d5 negres peó · d4 blanques peó · c2 black circle · c1 black circle | c6 negres peó · c5 black cross · d5 negres peó · d4 blanques peó · c2 black circle · c1 black circle | c6 negres peó · c5 black cross · d5 negres peó · d4 blanques peó · c2 black circle · c1 black circle | 5 |
| 4 | c6 negres peó · c5 black cross · d5 negres peó · d4 blanques peó · c2 black circle · c1 black circle | c6 negres peó · c5 black cross · d5 negres peó · d4 blanques peó · c2 black circle · c1 black circle | c6 negres peó · c5 black cross · d5 negres peó · d4 blanques peó · c2 black circle · c1 black circle | c6 negres peó · c5 black cross · d5 negres peó · d4 blanques peó · c2 black circle · c1 black circle | c6 negres peó · c5 black cross · d5 negres peó · d4 blanques peó · c2 black circle · c1 black circle | c6 negres peó · c5 black cross · d5 negres peó · d4 blanques peó · c2 black circle · c1 black circle | c6 negres peó · c5 black cross · d5 negres peó · d4 blanques peó · c2 black circle · c1 black circle | c6 negres peó · c5 black cross · d5 negres peó · d4 blanques peó · c2 black circle · c1 black circle | 4 |
| 3 | c6 negres peó · c5 black cross · d5 negres peó · d4 blanques peó · c2 black circle · c1 black circle | c6 negres peó · c5 black cross · d5 negres peó · d4 blanques peó · c2 black circle · c1 black circle | c6 negres peó · c5 black cross · d5 negres peó · d4 blanques peó · c2 black circle · c1 black circle | c6 negres peó · c5 black cross · d5 negres peó · d4 blanques peó · c2 black circle · c1 black circle | c6 negres peó · c5 black cross · d5 negres peó · d4 blanques peó · c2 black circle · c1 black circle | c6 negres peó · c5 black cross · d5 negres peó · d4 blanques peó · c2 black circle · c1 black circle | c6 negres peó · c5 black cross · d5 negres peó · d4 blanques peó · c2 black circle · c1 black circle | c6 negres peó · c5 black cross · d5 negres peó · d4 blanques peó · c2 black circle · c1 black circle | 3 |
| 2 | c6 negres peó · c5 black cross · d5 negres peó · d4 blanques peó · c2 black circle · c1 black circle | c6 negres peó · c5 black cross · d5 negres peó · d4 blanques peó · c2 black circle · c1 black circle | c6 negres peó · c5 black cross · d5 negres peó · d4 blanques peó · c2 black circle · c1 black circle | c6 negres peó · c5 black cross · d5 negres peó · d4 blanques peó · c2 black circle · c1 black circle | c6 negres peó · c5 black cross · d5 negres peó · d4 blanques peó · c2 black circle · c1 black circle | c6 negres peó · c5 black cross · d5 negres peó · d4 blanques peó · c2 black circle · c1 black circle | c6 negres peó · c5 black cross · d5 negres peó · d4 blanques peó · c2 black circle · c1 black circle | c6 negres peó · c5 black cross · d5 negres peó · d4 blanques peó · c2 black circle · c1 black circle | 2 |
| 1 | c6 negres peó · c5 black cross · d5 negres peó · d4 blanques peó · c2 black circle · c1 black circle | c6 negres peó · c5 black cross · d5 negres peó · d4 blanques peó · c2 black circle · c1 black circle | c6 negres peó · c5 black cross · d5 negres peó · d4 blanques peó · c2 black circle · c1 black circle | c6 negres peó · c5 black cross · d5 negres peó · d4 blanques peó · c2 black circle · c1 black circle | c6 negres peó · c5 black cross · d5 negres peó · d4 blanques peó · c2 black circle · c1 black circle | c6 negres peó · c5 black cross · d5 negres peó · d4 blanques peó · c2 black circle · c1 black circle | c6 negres peó · c5 black cross · d5 negres peó · d4 blanques peó · c2 black circle · c1 black circle | c6 negres peó · c5 black cross · d5 negres peó · d4 blanques peó · c2 black circle · c1 black circle | 1 |
|   | a | b | c | d | e | f | g | h |   |

En escacs, un peó endarrerit és un peó que està per darrere dels peons del mateix color situats en columnes adjacents i que no es pot avançar sense perdre material, normalment el peó que està endarrerit.
En la posició del diagrama, el peó negre de c6 està endarrerit. Els peons endarrerits normalment són un desavantatge posicional, ja que són difícils de defensar. També, l'oponent pot posar una peça en el hole al davant del peó sense risc que un peó l'expulsi i evitar per tant que aquest pugui ser avançat. Si el peó endarrerit està en una columna semioberta, com en aquest cas, el desavantatge és molt més gran, ja que pot ser atacat molt més fàcilment per una torre o una dama contrària. Les peces poden esdevenir febles quan estan encarregades de protegir un peó endarrerit.
La teoria d'obertures moderna té diverses obertures en què un dels jugadors deixa deliberadament un peó endarrerit, a canvi d'un millor desenvolupament. Els exemples més notables són a la variant Najdorf i la variant Pelikan-Svéixnikov de la defensa siciliana. En aquestes variants el negre té un peó endarrerit a d6 a canvi de millor joc de peces i del control del centre.
|   | a | b | c | d | e | f | g | h |   |
| 8 | a8 negres torre · c8 negres alfil · d8 negres dama · e8 negres rei · f8 negres alfil · h8 negres torre · a7 negres peó · b7 negres peó · f7 negres peó · g7 negres peó · h7 negres peó · c6 negres cavall · d6 negres peó · f6 negres cavall · b5 blanques cavall · e5 negres peó · e4 blanques peó · c3 blanques cavall · a2 blanques peó · b2 blanques peó · c2 blanques peó · f2 blanques peó · g2 blanques peó · h2 blanques peó · a1 blanques torre · c1 blanques alfil · d1 blanques dama · e1 blanques rei · f1 blanques alfil · h1 blanques torre | a8 negres torre · c8 negres alfil · d8 negres dama · e8 negres rei · f8 negres alfil · h8 negres torre · a7 negres peó · b7 negres peó · f7 negres peó · g7 negres peó · h7 negres peó · c6 negres cavall · d6 negres peó · f6 negres cavall · b5 blanques cavall · e5 negres peó · e4 blanques peó · c3 blanques cavall · a2 blanques peó · b2 blanques peó · c2 blanques peó · f2 blanques peó · g2 blanques peó · h2 blanques peó · a1 blanques torre · c1 blanques alfil · d1 blanques dama · e1 blanques rei · f1 blanques alfil · h1 blanques torre | a8 negres torre · c8 negres alfil · d8 negres dama · e8 negres rei · f8 negres alfil · h8 negres torre · a7 negres peó · b7 negres peó · f7 negres peó · g7 negres peó · h7 negres peó · c6 negres cavall · d6 negres peó · f6 negres cavall · b5 blanques cavall · e5 negres peó · e4 blanques peó · c3 blanques cavall · a2 blanques peó · b2 blanques peó · c2 blanques peó · f2 blanques peó · g2 blanques peó · h2 blanques peó · a1 blanques torre · c1 blanques alfil · d1 blanques dama · e1 blanques rei · f1 blanques alfil · h1 blanques torre | a8 negres torre · c8 negres alfil · d8 negres dama · e8 negres rei · f8 negres alfil · h8 negres torre · a7 negres peó · b7 negres peó · f7 negres peó · g7 negres peó · h7 negres peó · c6 negres cavall · d6 negres peó · f6 negres cavall · b5 blanques cavall · e5 negres peó · e4 blanques peó · c3 blanques cavall · a2 blanques peó · b2 blanques peó · c2 blanques peó · f2 blanques peó · g2 blanques peó · h2 blanques peó · a1 blanques torre · c1 blanques alfil · d1 blanques dama · e1 blanques rei · f1 blanques alfil · h1 blanques torre | a8 negres torre · c8 negres alfil · d8 negres dama · e8 negres rei · f8 negres alfil · h8 negres torre · a7 negres peó · b7 negres peó · f7 negres peó · g7 negres peó · h7 negres peó · c6 negres cavall · d6 negres peó · f6 negres cavall · b5 blanques cavall · e5 negres peó · e4 blanques peó · c3 blanques cavall · a2 blanques peó · b2 blanques peó · c2 blanques peó · f2 blanques peó · g2 blanques peó · h2 blanques peó · a1 blanques torre · c1 blanques alfil · d1 blanques dama · e1 blanques rei · f1 blanques alfil · h1 blanques torre | a8 negres torre · c8 negres alfil · d8 negres dama · e8 negres rei · f8 negres alfil · h8 negres torre · a7 negres peó · b7 negres peó · f7 negres peó · g7 negres peó · h7 negres peó · c6 negres cavall · d6 negres peó · f6 negres cavall · b5 blanques cavall · e5 negres peó · e4 blanques peó · c3 blanques cavall · a2 blanques peó · b2 blanques peó · c2 blanques peó · f2 blanques peó · g2 blanques peó · h2 blanques peó · a1 blanques torre · c1 blanques alfil · d1 blanques dama · e1 blanques rei · f1 blanques alfil · h1 blanques torre | a8 negres torre · c8 negres alfil · d8 negres dama · e8 negres rei · f8 negres alfil · h8 negres torre · a7 negres peó · b7 negres peó · f7 negres peó · g7 negres peó · h7 negres peó · c6 negres cavall · d6 negres peó · f6 negres cavall · b5 blanques cavall · e5 negres peó · e4 blanques peó · c3 blanques cavall · a2 blanques peó · b2 blanques peó · c2 blanques peó · f2 blanques peó · g2 blanques peó · h2 blanques peó · a1 blanques torre · c1 blanques alfil · d1 blanques dama · e1 blanques rei · f1 blanques alfil · h1 blanques torre | a8 negres torre · c8 negres alfil · d8 negres dama · e8 negres rei · f8 negres alfil · h8 negres torre · a7 negres peó · b7 negres peó · f7 negres peó · g7 negres peó · h7 negres peó · c6 negres cavall · d6 negres peó · f6 negres cavall · b5 blanques cavall · e5 negres peó · e4 blanques peó · c3 blanques cavall · a2 blanques peó · b2 blanques peó · c2 blanques peó · f2 blanques peó · g2 blanques peó · h2 blanques peó · a1 blanques torre · c1 blanques alfil · d1 blanques dama · e1 blanques rei · f1 blanques alfil · h1 blanques torre | 8 |
| 7 | a8 negres torre · c8 negres alfil · d8 negres dama · e8 negres rei · f8 negres alfil · h8 negres torre · a7 negres peó · b7 negres peó · f7 negres peó · g7 negres peó · h7 negres peó · c6 negres cavall · d6 negres peó · f6 negres cavall · b5 blanques cavall · e5 negres peó · e4 blanques peó · c3 blanques cavall · a2 blanques peó · b2 blanques peó · c2 blanques peó · f2 blanques peó · g2 blanques peó · h2 blanques peó · a1 blanques torre · c1 blanques alfil · d1 blanques dama · e1 blanques rei · f1 blanques alfil · h1 blanques torre | a8 negres torre · c8 negres alfil · d8 negres dama · e8 negres rei · f8 negres alfil · h8 negres torre · a7 negres peó · b7 negres peó · f7 negres peó · g7 negres peó · h7 negres peó · c6 negres cavall · d6 negres peó · f6 negres cavall · b5 blanques cavall · e5 negres peó · e4 blanques peó · c3 blanques cavall · a2 blanques peó · b2 blanques peó · c2 blanques peó · f2 blanques peó · g2 blanques peó · h2 blanques peó · a1 blanques torre · c1 blanques alfil · d1 blanques dama · e1 blanques rei · f1 blanques alfil · h1 blanques torre | a8 negres torre · c8 negres alfil · d8 negres dama · e8 negres rei · f8 negres alfil · h8 negres torre · a7 negres peó · b7 negres peó · f7 negres peó · g7 negres peó · h7 negres peó · c6 negres cavall · d6 negres peó · f6 negres cavall · b5 blanques cavall · e5 negres peó · e4 blanques peó · c3 blanques cavall · a2 blanques peó · b2 blanques peó · c2 blanques peó · f2 blanques peó · g2 blanques peó · h2 blanques peó · a1 blanques torre · c1 blanques alfil · d1 blanques dama · e1 blanques rei · f1 blanques alfil · h1 blanques torre | a8 negres torre · c8 negres alfil · d8 negres dama · e8 negres rei · f8 negres alfil · h8 negres torre · a7 negres peó · b7 negres peó · f7 negres peó · g7 negres peó · h7 negres peó · c6 negres cavall · d6 negres peó · f6 negres cavall · b5 blanques cavall · e5 negres peó · e4 blanques peó · c3 blanques cavall · a2 blanques peó · b2 blanques peó · c2 blanques peó · f2 blanques peó · g2 blanques peó · h2 blanques peó · a1 blanques torre · c1 blanques alfil · d1 blanques dama · e1 blanques rei · f1 blanques alfil · h1 blanques torre | a8 negres torre · c8 negres alfil · d8 negres dama · e8 negres rei · f8 negres alfil · h8 negres torre · a7 negres peó · b7 negres peó · f7 negres peó · g7 negres peó · h7 negres peó · c6 negres cavall · d6 negres peó · f6 negres cavall · b5 blanques cavall · e5 negres peó · e4 blanques peó · c3 blanques cavall · a2 blanques peó · b2 blanques peó · c2 blanques peó · f2 blanques peó · g2 blanques peó · h2 blanques peó · a1 blanques torre · c1 blanques alfil · d1 blanques dama · e1 blanques rei · f1 blanques alfil · h1 blanques torre | a8 negres torre · c8 negres alfil · d8 negres dama · e8 negres rei · f8 negres alfil · h8 negres torre · a7 negres peó · b7 negres peó · f7 negres peó · g7 negres peó · h7 negres peó · c6 negres cavall · d6 negres peó · f6 negres cavall · b5 blanques cavall · e5 negres peó · e4 blanques peó · c3 blanques cavall · a2 blanques peó · b2 blanques peó · c2 blanques peó · f2 blanques peó · g2 blanques peó · h2 blanques peó · a1 blanques torre · c1 blanques alfil · d1 blanques dama · e1 blanques rei · f1 blanques alfil · h1 blanques torre | a8 negres torre · c8 negres alfil · d8 negres dama · e8 negres rei · f8 negres alfil · h8 negres torre · a7 negres peó · b7 negres peó · f7 negres peó · g7 negres peó · h7 negres peó · c6 negres cavall · d6 negres peó · f6 negres cavall · b5 blanques cavall · e5 negres peó · e4 blanques peó · c3 blanques cavall · a2 blanques peó · b2 blanques peó · c2 blanques peó · f2 blanques peó · g2 blanques peó · h2 blanques peó · a1 blanques torre · c1 blanques alfil · d1 blanques dama · e1 blanques rei · f1 blanques alfil · h1 blanques torre | a8 negres torre · c8 negres alfil · d8 negres dama · e8 negres rei · f8 negres alfil · h8 negres torre · a7 negres peó · b7 negres peó · f7 negres peó · g7 negres peó · h7 negres peó · c6 negres cavall · d6 negres peó · f6 negres cavall · b5 blanques cavall · e5 negres peó · e4 blanques peó · c3 blanques cavall · a2 blanques peó · b2 blanques peó · c2 blanques peó · f2 blanques peó · g2 blanques peó · h2 blanques peó · a1 blanques torre · c1 blanques alfil · d1 blanques dama · e1 blanques rei · f1 blanques alfil · h1 blanques torre | 7 |
| 6 | a8 negres torre · c8 negres alfil · d8 negres dama · e8 negres rei · f8 negres alfil · h8 negres torre · a7 negres peó · b7 negres peó · f7 negres peó · g7 negres peó · h7 negres peó · c6 negres cavall · d6 negres peó · f6 negres cavall · b5 blanques cavall · e5 negres peó · e4 blanques peó · c3 blanques cavall · a2 blanques peó · b2 blanques peó · c2 blanques peó · f2 blanques peó · g2 blanques peó · h2 blanques peó · a1 blanques torre · c1 blanques alfil · d1 blanques dama · e1 blanques rei · f1 blanques alfil · h1 blanques torre | a8 negres torre · c8 negres alfil · d8 negres dama · e8 negres rei · f8 negres alfil · h8 negres torre · a7 negres peó · b7 negres peó · f7 negres peó · g7 negres peó · h7 negres peó · c6 negres cavall · d6 negres peó · f6 negres cavall · b5 blanques cavall · e5 negres peó · e4 blanques peó · c3 blanques cavall · a2 blanques peó · b2 blanques peó · c2 blanques peó · f2 blanques peó · g2 blanques peó · h2 blanques peó · a1 blanques torre · c1 blanques alfil · d1 blanques dama · e1 blanques rei · f1 blanques alfil · h1 blanques torre | a8 negres torre · c8 negres alfil · d8 negres dama · e8 negres rei · f8 negres alfil · h8 negres torre · a7 negres peó · b7 negres peó · f7 negres peó · g7 negres peó · h7 negres peó · c6 negres cavall · d6 negres peó · f6 negres cavall · b5 blanques cavall · e5 negres peó · e4 blanques peó · c3 blanques cavall · a2 blanques peó · b2 blanques peó · c2 blanques peó · f2 blanques peó · g2 blanques peó · h2 blanques peó · a1 blanques torre · c1 blanques alfil · d1 blanques dama · e1 blanques rei · f1 blanques alfil · h1 blanques torre | a8 negres torre · c8 negres alfil · d8 negres dama · e8 negres rei · f8 negres alfil · h8 negres torre · a7 negres peó · b7 negres peó · f7 negres peó · g7 negres peó · h7 negres peó · c6 negres cavall · d6 negres peó · f6 negres cavall · b5 blanques cavall · e5 negres peó · e4 blanques peó · c3 blanques cavall · a2 blanques peó · b2 blanques peó · c2 blanques peó · f2 blanques peó · g2 blanques peó · h2 blanques peó · a1 blanques torre · c1 blanques alfil · d1 blanques dama · e1 blanques rei · f1 blanques alfil · h1 blanques torre | a8 negres torre · c8 negres alfil · d8 negres dama · e8 negres rei · f8 negres alfil · h8 negres torre · a7 negres peó · b7 negres peó · f7 negres peó · g7 negres peó · h7 negres peó · c6 negres cavall · d6 negres peó · f6 negres cavall · b5 blanques cavall · e5 negres peó · e4 blanques peó · c3 blanques cavall · a2 blanques peó · b2 blanques peó · c2 blanques peó · f2 blanques peó · g2 blanques peó · h2 blanques peó · a1 blanques torre · c1 blanques alfil · d1 blanques dama · e1 blanques rei · f1 blanques alfil · h1 blanques torre | a8 negres torre · c8 negres alfil · d8 negres dama · e8 negres rei · f8 negres alfil · h8 negres torre · a7 negres peó · b7 negres peó · f7 negres peó · g7 negres peó · h7 negres peó · c6 negres cavall · d6 negres peó · f6 negres cavall · b5 blanques cavall · e5 negres peó · e4 blanques peó · c3 blanques cavall · a2 blanques peó · b2 blanques peó · c2 blanques peó · f2 blanques peó · g2 blanques peó · h2 blanques peó · a1 blanques torre · c1 blanques alfil · d1 blanques dama · e1 blanques rei · f1 blanques alfil · h1 blanques torre | a8 negres torre · c8 negres alfil · d8 negres dama · e8 negres rei · f8 negres alfil · h8 negres torre · a7 negres peó · b7 negres peó · f7 negres peó · g7 negres peó · h7 negres peó · c6 negres cavall · d6 negres peó · f6 negres cavall · b5 blanques cavall · e5 negres peó · e4 blanques peó · c3 blanques cavall · a2 blanques peó · b2 blanques peó · c2 blanques peó · f2 blanques peó · g2 blanques peó · h2 blanques peó · a1 blanques torre · c1 blanques alfil · d1 blanques dama · e1 blanques rei · f1 blanques alfil · h1 blanques torre | a8 negres torre · c8 negres alfil · d8 negres dama · e8 negres rei · f8 negres alfil · h8 negres torre · a7 negres peó · b7 negres peó · f7 negres peó · g7 negres peó · h7 negres peó · c6 negres cavall · d6 negres peó · f6 negres cavall · b5 blanques cavall · e5 negres peó · e4 blanques peó · c3 blanques cavall · a2 blanques peó · b2 blanques peó · c2 blanques peó · f2 blanques peó · g2 blanques peó · h2 blanques peó · a1 blanques torre · c1 blanques alfil · d1 blanques dama · e1 blanques rei · f1 blanques alfil · h1 blanques torre | 6 |
| 5 | a8 negres torre · c8 negres alfil · d8 negres dama · e8 negres rei · f8 negres alfil · h8 negres torre · a7 negres peó · b7 negres peó · f7 negres peó · g7 negres peó · h7 negres peó · c6 negres cavall · d6 negres peó · f6 negres cavall · b5 blanques cavall · e5 negres peó · e4 blanques peó · c3 blanques cavall · a2 blanques peó · b2 blanques peó · c2 blanques peó · f2 blanques peó · g2 blanques peó · h2 blanques peó · a1 blanques torre · c1 blanques alfil · d1 blanques dama · e1 blanques rei · f1 blanques alfil · h1 blanques torre | a8 negres torre · c8 negres alfil · d8 negres dama · e8 negres rei · f8 negres alfil · h8 negres torre · a7 negres peó · b7 negres peó · f7 negres peó · g7 negres peó · h7 negres peó · c6 negres cavall · d6 negres peó · f6 negres cavall · b5 blanques cavall · e5 negres peó · e4 blanques peó · c3 blanques cavall · a2 blanques peó · b2 blanques peó · c2 blanques peó · f2 blanques peó · g2 blanques peó · h2 blanques peó · a1 blanques torre · c1 blanques alfil · d1 blanques dama · e1 blanques rei · f1 blanques alfil · h1 blanques torre | a8 negres torre · c8 negres alfil · d8 negres dama · e8 negres rei · f8 negres alfil · h8 negres torre · a7 negres peó · b7 negres peó · f7 negres peó · g7 negres peó · h7 negres peó · c6 negres cavall · d6 negres peó · f6 negres cavall · b5 blanques cavall · e5 negres peó · e4 blanques peó · c3 blanques cavall · a2 blanques peó · b2 blanques peó · c2 blanques peó · f2 blanques peó · g2 blanques peó · h2 blanques peó · a1 blanques torre · c1 blanques alfil · d1 blanques dama · e1 blanques rei · f1 blanques alfil · h1 blanques torre | a8 negres torre · c8 negres alfil · d8 negres dama · e8 negres rei · f8 negres alfil · h8 negres torre · a7 negres peó · b7 negres peó · f7 negres peó · g7 negres peó · h7 negres peó · c6 negres cavall · d6 negres peó · f6 negres cavall · b5 blanques cavall · e5 negres peó · e4 blanques peó · c3 blanques cavall · a2 blanques peó · b2 blanques peó · c2 blanques peó · f2 blanques peó · g2 blanques peó · h2 blanques peó · a1 blanques torre · c1 blanques alfil · d1 blanques dama · e1 blanques rei · f1 blanques alfil · h1 blanques torre | a8 negres torre · c8 negres alfil · d8 negres dama · e8 negres rei · f8 negres alfil · h8 negres torre · a7 negres peó · b7 negres peó · f7 negres peó · g7 negres peó · h7 negres peó · c6 negres cavall · d6 negres peó · f6 negres cavall · b5 blanques cavall · e5 negres peó · e4 blanques peó · c3 blanques cavall · a2 blanques peó · b2 blanques peó · c2 blanques peó · f2 blanques peó · g2 blanques peó · h2 blanques peó · a1 blanques torre · c1 blanques alfil · d1 blanques dama · e1 blanques rei · f1 blanques alfil · h1 blanques torre | a8 negres torre · c8 negres alfil · d8 negres dama · e8 negres rei · f8 negres alfil · h8 negres torre · a7 negres peó · b7 negres peó · f7 negres peó · g7 negres peó · h7 negres peó · c6 negres cavall · d6 negres peó · f6 negres cavall · b5 blanques cavall · e5 negres peó · e4 blanques peó · c3 blanques cavall · a2 blanques peó · b2 blanques peó · c2 blanques peó · f2 blanques peó · g2 blanques peó · h2 blanques peó · a1 blanques torre · c1 blanques alfil · d1 blanques dama · e1 blanques rei · f1 blanques alfil · h1 blanques torre | a8 negres torre · c8 negres alfil · d8 negres dama · e8 negres rei · f8 negres alfil · h8 negres torre · a7 negres peó · b7 negres peó · f7 negres peó · g7 negres peó · h7 negres peó · c6 negres cavall · d6 negres peó · f6 negres cavall · b5 blanques cavall · e5 negres peó · e4 blanques peó · c3 blanques cavall · a2 blanques peó · b2 blanques peó · c2 blanques peó · f2 blanques peó · g2 blanques peó · h2 blanques peó · a1 blanques torre · c1 blanques alfil · d1 blanques dama · e1 blanques rei · f1 blanques alfil · h1 blanques torre | a8 negres torre · c8 negres alfil · d8 negres dama · e8 negres rei · f8 negres alfil · h8 negres torre · a7 negres peó · b7 negres peó · f7 negres peó · g7 negres peó · h7 negres peó · c6 negres cavall · d6 negres peó · f6 negres cavall · b5 blanques cavall · e5 negres peó · e4 blanques peó · c3 blanques cavall · a2 blanques peó · b2 blanques peó · c2 blanques peó · f2 blanques peó · g2 blanques peó · h2 blanques peó · a1 blanques torre · c1 blanques alfil · d1 blanques dama · e1 blanques rei · f1 blanques alfil · h1 blanques torre | 5 |
| 4 | a8 negres torre · c8 negres alfil · d8 negres dama · e8 negres rei · f8 negres alfil · h8 negres torre · a7 negres peó · b7 negres peó · f7 negres peó · g7 negres peó · h7 negres peó · c6 negres cavall · d6 negres peó · f6 negres cavall · b5 blanques cavall · e5 negres peó · e4 blanques peó · c3 blanques cavall · a2 blanques peó · b2 blanques peó · c2 blanques peó · f2 blanques peó · g2 blanques peó · h2 blanques peó · a1 blanques torre · c1 blanques alfil · d1 blanques dama · e1 blanques rei · f1 blanques alfil · h1 blanques torre | a8 negres torre · c8 negres alfil · d8 negres dama · e8 negres rei · f8 negres alfil · h8 negres torre · a7 negres peó · b7 negres peó · f7 negres peó · g7 negres peó · h7 negres peó · c6 negres cavall · d6 negres peó · f6 negres cavall · b5 blanques cavall · e5 negres peó · e4 blanques peó · c3 blanques cavall · a2 blanques peó · b2 blanques peó · c2 blanques peó · f2 blanques peó · g2 blanques peó · h2 blanques peó · a1 blanques torre · c1 blanques alfil · d1 blanques dama · e1 blanques rei · f1 blanques alfil · h1 blanques torre | a8 negres torre · c8 negres alfil · d8 negres dama · e8 negres rei · f8 negres alfil · h8 negres torre · a7 negres peó · b7 negres peó · f7 negres peó · g7 negres peó · h7 negres peó · c6 negres cavall · d6 negres peó · f6 negres cavall · b5 blanques cavall · e5 negres peó · e4 blanques peó · c3 blanques cavall · a2 blanques peó · b2 blanques peó · c2 blanques peó · f2 blanques peó · g2 blanques peó · h2 blanques peó · a1 blanques torre · c1 blanques alfil · d1 blanques dama · e1 blanques rei · f1 blanques alfil · h1 blanques torre | a8 negres torre · c8 negres alfil · d8 negres dama · e8 negres rei · f8 negres alfil · h8 negres torre · a7 negres peó · b7 negres peó · f7 negres peó · g7 negres peó · h7 negres peó · c6 negres cavall · d6 negres peó · f6 negres cavall · b5 blanques cavall · e5 negres peó · e4 blanques peó · c3 blanques cavall · a2 blanques peó · b2 blanques peó · c2 blanques peó · f2 blanques peó · g2 blanques peó · h2 blanques peó · a1 blanques torre · c1 blanques alfil · d1 blanques dama · e1 blanques rei · f1 blanques alfil · h1 blanques torre | a8 negres torre · c8 negres alfil · d8 negres dama · e8 negres rei · f8 negres alfil · h8 negres torre · a7 negres peó · b7 negres peó · f7 negres peó · g7 negres peó · h7 negres peó · c6 negres cavall · d6 negres peó · f6 negres cavall · b5 blanques cavall · e5 negres peó · e4 blanques peó · c3 blanques cavall · a2 blanques peó · b2 blanques peó · c2 blanques peó · f2 blanques peó · g2 blanques peó · h2 blanques peó · a1 blanques torre · c1 blanques alfil · d1 blanques dama · e1 blanques rei · f1 blanques alfil · h1 blanques torre | a8 negres torre · c8 negres alfil · d8 negres dama · e8 negres rei · f8 negres alfil · h8 negres torre · a7 negres peó · b7 negres peó · f7 negres peó · g7 negres peó · h7 negres peó · c6 negres cavall · d6 negres peó · f6 negres cavall · b5 blanques cavall · e5 negres peó · e4 blanques peó · c3 blanques cavall · a2 blanques peó · b2 blanques peó · c2 blanques peó · f2 blanques peó · g2 blanques peó · h2 blanques peó · a1 blanques torre · c1 blanques alfil · d1 blanques dama · e1 blanques rei · f1 blanques alfil · h1 blanques torre | a8 negres torre · c8 negres alfil · d8 negres dama · e8 negres rei · f8 negres alfil · h8 negres torre · a7 negres peó · b7 negres peó · f7 negres peó · g7 negres peó · h7 negres peó · c6 negres cavall · d6 negres peó · f6 negres cavall · b5 blanques cavall · e5 negres peó · e4 blanques peó · c3 blanques cavall · a2 blanques peó · b2 blanques peó · c2 blanques peó · f2 blanques peó · g2 blanques peó · h2 blanques peó · a1 blanques torre · c1 blanques alfil · d1 blanques dama · e1 blanques rei · f1 blanques alfil · h1 blanques torre | a8 negres torre · c8 negres alfil · d8 negres dama · e8 negres rei · f8 negres alfil · h8 negres torre · a7 negres peó · b7 negres peó · f7 negres peó · g7 negres peó · h7 negres peó · c6 negres cavall · d6 negres peó · f6 negres cavall · b5 blanques cavall · e5 negres peó · e4 blanques peó · c3 blanques cavall · a2 blanques peó · b2 blanques peó · c2 blanques peó · f2 blanques peó · g2 blanques peó · h2 blanques peó · a1 blanques torre · c1 blanques alfil · d1 blanques dama · e1 blanques rei · f1 blanques alfil · h1 blanques torre | 4 |
| 3 | a8 negres torre · c8 negres alfil · d8 negres dama · e8 negres rei · f8 negres alfil · h8 negres torre · a7 negres peó · b7 negres peó · f7 negres peó · g7 negres peó · h7 negres peó · c6 negres cavall · d6 negres peó · f6 negres cavall · b5 blanques cavall · e5 negres peó · e4 blanques peó · c3 blanques cavall · a2 blanques peó · b2 blanques peó · c2 blanques peó · f2 blanques peó · g2 blanques peó · h2 blanques peó · a1 blanques torre · c1 blanques alfil · d1 blanques dama · e1 blanques rei · f1 blanques alfil · h1 blanques torre | a8 negres torre · c8 negres alfil · d8 negres dama · e8 negres rei · f8 negres alfil · h8 negres torre · a7 negres peó · b7 negres peó · f7 negres peó · g7 negres peó · h7 negres peó · c6 negres cavall · d6 negres peó · f6 negres cavall · b5 blanques cavall · e5 negres peó · e4 blanques peó · c3 blanques cavall · a2 blanques peó · b2 blanques peó · c2 blanques peó · f2 blanques peó · g2 blanques peó · h2 blanques peó · a1 blanques torre · c1 blanques alfil · d1 blanques dama · e1 blanques rei · f1 blanques alfil · h1 blanques torre | a8 negres torre · c8 negres alfil · d8 negres dama · e8 negres rei · f8 negres alfil · h8 negres torre · a7 negres peó · b7 negres peó · f7 negres peó · g7 negres peó · h7 negres peó · c6 negres cavall · d6 negres peó · f6 negres cavall · b5 blanques cavall · e5 negres peó · e4 blanques peó · c3 blanques cavall · a2 blanques peó · b2 blanques peó · c2 blanques peó · f2 blanques peó · g2 blanques peó · h2 blanques peó · a1 blanques torre · c1 blanques alfil · d1 blanques dama · e1 blanques rei · f1 blanques alfil · h1 blanques torre | a8 negres torre · c8 negres alfil · d8 negres dama · e8 negres rei · f8 negres alfil · h8 negres torre · a7 negres peó · b7 negres peó · f7 negres peó · g7 negres peó · h7 negres peó · c6 negres cavall · d6 negres peó · f6 negres cavall · b5 blanques cavall · e5 negres peó · e4 blanques peó · c3 blanques cavall · a2 blanques peó · b2 blanques peó · c2 blanques peó · f2 blanques peó · g2 blanques peó · h2 blanques peó · a1 blanques torre · c1 blanques alfil · d1 blanques dama · e1 blanques rei · f1 blanques alfil · h1 blanques torre | a8 negres torre · c8 negres alfil · d8 negres dama · e8 negres rei · f8 negres alfil · h8 negres torre · a7 negres peó · b7 negres peó · f7 negres peó · g7 negres peó · h7 negres peó · c6 negres cavall · d6 negres peó · f6 negres cavall · b5 blanques cavall · e5 negres peó · e4 blanques peó · c3 blanques cavall · a2 blanques peó · b2 blanques peó · c2 blanques peó · f2 blanques peó · g2 blanques peó · h2 blanques peó · a1 blanques torre · c1 blanques alfil · d1 blanques dama · e1 blanques rei · f1 blanques alfil · h1 blanques torre | a8 negres torre · c8 negres alfil · d8 negres dama · e8 negres rei · f8 negres alfil · h8 negres torre · a7 negres peó · b7 negres peó · f7 negres peó · g7 negres peó · h7 negres peó · c6 negres cavall · d6 negres peó · f6 negres cavall · b5 blanques cavall · e5 negres peó · e4 blanques peó · c3 blanques cavall · a2 blanques peó · b2 blanques peó · c2 blanques peó · f2 blanques peó · g2 blanques peó · h2 blanques peó · a1 blanques torre · c1 blanques alfil · d1 blanques dama · e1 blanques rei · f1 blanques alfil · h1 blanques torre | a8 negres torre · c8 negres alfil · d8 negres dama · e8 negres rei · f8 negres alfil · h8 negres torre · a7 negres peó · b7 negres peó · f7 negres peó · g7 negres peó · h7 negres peó · c6 negres cavall · d6 negres peó · f6 negres cavall · b5 blanques cavall · e5 negres peó · e4 blanques peó · c3 blanques cavall · a2 blanques peó · b2 blanques peó · c2 blanques peó · f2 blanques peó · g2 blanques peó · h2 blanques peó · a1 blanques torre · c1 blanques alfil · d1 blanques dama · e1 blanques rei · f1 blanques alfil · h1 blanques torre | a8 negres torre · c8 negres alfil · d8 negres dama · e8 negres rei · f8 negres alfil · h8 negres torre · a7 negres peó · b7 negres peó · f7 negres peó · g7 negres peó · h7 negres peó · c6 negres cavall · d6 negres peó · f6 negres cavall · b5 blanques cavall · e5 negres peó · e4 blanques peó · c3 blanques cavall · a2 blanques peó · b2 blanques peó · c2 blanques peó · f2 blanques peó · g2 blanques peó · h2 blanques peó · a1 blanques torre · c1 blanques alfil · d1 blanques dama · e1 blanques rei · f1 blanques alfil · h1 blanques torre | 3 |
| 2 | a8 negres torre · c8 negres alfil · d8 negres dama · e8 negres rei · f8 negres alfil · h8 negres torre · a7 negres peó · b7 negres peó · f7 negres peó · g7 negres peó · h7 negres peó · c6 negres cavall · d6 negres peó · f6 negres cavall · b5 blanques cavall · e5 negres peó · e4 blanques peó · c3 blanques cavall · a2 blanques peó · b2 blanques peó · c2 blanques peó · f2 blanques peó · g2 blanques peó · h2 blanques peó · a1 blanques torre · c1 blanques alfil · d1 blanques dama · e1 blanques rei · f1 blanques alfil · h1 blanques torre | a8 negres torre · c8 negres alfil · d8 negres dama · e8 negres rei · f8 negres alfil · h8 negres torre · a7 negres peó · b7 negres peó · f7 negres peó · g7 negres peó · h7 negres peó · c6 negres cavall · d6 negres peó · f6 negres cavall · b5 blanques cavall · e5 negres peó · e4 blanques peó · c3 blanques cavall · a2 blanques peó · b2 blanques peó · c2 blanques peó · f2 blanques peó · g2 blanques peó · h2 blanques peó · a1 blanques torre · c1 blanques alfil · d1 blanques dama · e1 blanques rei · f1 blanques alfil · h1 blanques torre | a8 negres torre · c8 negres alfil · d8 negres dama · e8 negres rei · f8 negres alfil · h8 negres torre · a7 negres peó · b7 negres peó · f7 negres peó · g7 negres peó · h7 negres peó · c6 negres cavall · d6 negres peó · f6 negres cavall · b5 blanques cavall · e5 negres peó · e4 blanques peó · c3 blanques cavall · a2 blanques peó · b2 blanques peó · c2 blanques peó · f2 blanques peó · g2 blanques peó · h2 blanques peó · a1 blanques torre · c1 blanques alfil · d1 blanques dama · e1 blanques rei · f1 blanques alfil · h1 blanques torre | a8 negres torre · c8 negres alfil · d8 negres dama · e8 negres rei · f8 negres alfil · h8 negres torre · a7 negres peó · b7 negres peó · f7 negres peó · g7 negres peó · h7 negres peó · c6 negres cavall · d6 negres peó · f6 negres cavall · b5 blanques cavall · e5 negres peó · e4 blanques peó · c3 blanques cavall · a2 blanques peó · b2 blanques peó · c2 blanques peó · f2 blanques peó · g2 blanques peó · h2 blanques peó · a1 blanques torre · c1 blanques alfil · d1 blanques dama · e1 blanques rei · f1 blanques alfil · h1 blanques torre | a8 negres torre · c8 negres alfil · d8 negres dama · e8 negres rei · f8 negres alfil · h8 negres torre · a7 negres peó · b7 negres peó · f7 negres peó · g7 negres peó · h7 negres peó · c6 negres cavall · d6 negres peó · f6 negres cavall · b5 blanques cavall · e5 negres peó · e4 blanques peó · c3 blanques cavall · a2 blanques peó · b2 blanques peó · c2 blanques peó · f2 blanques peó · g2 blanques peó · h2 blanques peó · a1 blanques torre · c1 blanques alfil · d1 blanques dama · e1 blanques rei · f1 blanques alfil · h1 blanques torre | a8 negres torre · c8 negres alfil · d8 negres dama · e8 negres rei · f8 negres alfil · h8 negres torre · a7 negres peó · b7 negres peó · f7 negres peó · g7 negres peó · h7 negres peó · c6 negres cavall · d6 negres peó · f6 negres cavall · b5 blanques cavall · e5 negres peó · e4 blanques peó · c3 blanques cavall · a2 blanques peó · b2 blanques peó · c2 blanques peó · f2 blanques peó · g2 blanques peó · h2 blanques peó · a1 blanques torre · c1 blanques alfil · d1 blanques dama · e1 blanques rei · f1 blanques alfil · h1 blanques torre | a8 negres torre · c8 negres alfil · d8 negres dama · e8 negres rei · f8 negres alfil · h8 negres torre · a7 negres peó · b7 negres peó · f7 negres peó · g7 negres peó · h7 negres peó · c6 negres cavall · d6 negres peó · f6 negres cavall · b5 blanques cavall · e5 negres peó · e4 blanques peó · c3 blanques cavall · a2 blanques peó · b2 blanques peó · c2 blanques peó · f2 blanques peó · g2 blanques peó · h2 blanques peó · a1 blanques torre · c1 blanques alfil · d1 blanques dama · e1 blanques rei · f1 blanques alfil · h1 blanques torre | a8 negres torre · c8 negres alfil · d8 negres dama · e8 negres rei · f8 negres alfil · h8 negres torre · a7 negres peó · b7 negres peó · f7 negres peó · g7 negres peó · h7 negres peó · c6 negres cavall · d6 negres peó · f6 negres cavall · b5 blanques cavall · e5 negres peó · e4 blanques peó · c3 blanques cavall · a2 blanques peó · b2 blanques peó · c2 blanques peó · f2 blanques peó · g2 blanques peó · h2 blanques peó · a1 blanques torre · c1 blanques alfil · d1 blanques dama · e1 blanques rei · f1 blanques alfil · h1 blanques torre | 2 |
| 1 | a8 negres torre · c8 negres alfil · d8 negres dama · e8 negres rei · f8 negres alfil · h8 negres torre · a7 negres peó · b7 negres peó · f7 negres peó · g7 negres peó · h7 negres peó · c6 negres cavall · d6 negres peó · f6 negres cavall · b5 blanques cavall · e5 negres peó · e4 blanques peó · c3 blanques cavall · a2 blanques peó · b2 blanques peó · c2 blanques peó · f2 blanques peó · g2 blanques peó · h2 blanques peó · a1 blanques torre · c1 blanques alfil · d1 blanques dama · e1 blanques rei · f1 blanques alfil · h1 blanques torre | a8 negres torre · c8 negres alfil · d8 negres dama · e8 negres rei · f8 negres alfil · h8 negres torre · a7 negres peó · b7 negres peó · f7 negres peó · g7 negres peó · h7 negres peó · c6 negres cavall · d6 negres peó · f6 negres cavall · b5 blanques cavall · e5 negres peó · e4 blanques peó · c3 blanques cavall · a2 blanques peó · b2 blanques peó · c2 blanques peó · f2 blanques peó · g2 blanques peó · h2 blanques peó · a1 blanques torre · c1 blanques alfil · d1 blanques dama · e1 blanques rei · f1 blanques alfil · h1 blanques torre | a8 negres torre · c8 negres alfil · d8 negres dama · e8 negres rei · f8 negres alfil · h8 negres torre · a7 negres peó · b7 negres peó · f7 negres peó · g7 negres peó · h7 negres peó · c6 negres cavall · d6 negres peó · f6 negres cavall · b5 blanques cavall · e5 negres peó · e4 blanques peó · c3 blanques cavall · a2 blanques peó · b2 blanques peó · c2 blanques peó · f2 blanques peó · g2 blanques peó · h2 blanques peó · a1 blanques torre · c1 blanques alfil · d1 blanques dama · e1 blanques rei · f1 blanques alfil · h1 blanques torre | a8 negres torre · c8 negres alfil · d8 negres dama · e8 negres rei · f8 negres alfil · h8 negres torre · a7 negres peó · b7 negres peó · f7 negres peó · g7 negres peó · h7 negres peó · c6 negres cavall · d6 negres peó · f6 negres cavall · b5 blanques cavall · e5 negres peó · e4 blanques peó · c3 blanques cavall · a2 blanques peó · b2 blanques peó · c2 blanques peó · f2 blanques peó · g2 blanques peó · h2 blanques peó · a1 blanques torre · c1 blanques alfil · d1 blanques dama · e1 blanques rei · f1 blanques alfil · h1 blanques torre | a8 negres torre · c8 negres alfil · d8 negres dama · e8 negres rei · f8 negres alfil · h8 negres torre · a7 negres peó · b7 negres peó · f7 negres peó · g7 negres peó · h7 negres peó · c6 negres cavall · d6 negres peó · f6 negres cavall · b5 blanques cavall · e5 negres peó · e4 blanques peó · c3 blanques cavall · a2 blanques peó · b2 blanques peó · c2 blanques peó · f2 blanques peó · g2 blanques peó · h2 blanques peó · a1 blanques torre · c1 blanques alfil · d1 blanques dama · e1 blanques rei · f1 blanques alfil · h1 blanques torre | a8 negres torre · c8 negres alfil · d8 negres dama · e8 negres rei · f8 negres alfil · h8 negres torre · a7 negres peó · b7 negres peó · f7 negres peó · g7 negres peó · h7 negres peó · c6 negres cavall · d6 negres peó · f6 negres cavall · b5 blanques cavall · e5 negres peó · e4 blanques peó · c3 blanques cavall · a2 blanques peó · b2 blanques peó · c2 blanques peó · f2 blanques peó · g2 blanques peó · h2 blanques peó · a1 blanques torre · c1 blanques alfil · d1 blanques dama · e1 blanques rei · f1 blanques alfil · h1 blanques torre | a8 negres torre · c8 negres alfil · d8 negres dama · e8 negres rei · f8 negres alfil · h8 negres torre · a7 negres peó · b7 negres peó · f7 negres peó · g7 negres peó · h7 negres peó · c6 negres cavall · d6 negres peó · f6 negres cavall · b5 blanques cavall · e5 negres peó · e4 blanques peó · c3 blanques cavall · a2 blanques peó · b2 blanques peó · c2 blanques peó · f2 blanques peó · g2 blanques peó · h2 blanques peó · a1 blanques torre · c1 blanques alfil · d1 blanques dama · e1 blanques rei · f1 blanques alfil · h1 blanques torre | a8 negres torre · c8 negres alfil · d8 negres dama · e8 negres rei · f8 negres alfil · h8 negres torre · a7 negres peó · b7 negres peó · f7 negres peó · g7 negres peó · h7 negres peó · c6 negres cavall · d6 negres peó · f6 negres cavall · b5 blanques cavall · e5 negres peó · e4 blanques peó · c3 blanques cavall · a2 blanques peó · b2 blanques peó · c2 blanques peó · f2 blanques peó · g2 blanques peó · h2 blanques peó · a1 blanques torre · c1 blanques alfil · d1 blanques dama · e1 blanques rei · f1 blanques alfil · h1 blanques torre | 1 |
|   | a | b | c | d | e | f | g | h |   |

Després de les jugades 1.e4 c5 2.Cf3 Cc6 3.d4 cxd4 4.Cxd4 Cf6 (or 4...e5!? 5.Cb5 d6 - la variant Kalashnikov) 5.Cc3 e5!? 6.Cdb5 d6 (diagrama de la dreta), les negres tenen un peó endarrerit a d6, però les blanques han de patir el desplaçament dels seus cavalls del centre després de 7.Ag5 a6 8.Ca3 b5 9.Axf6 gxf6! 10.Cd5 (evitant l'amenaça de forquilla contra els cavalls) 10...f5! [o 10...Ag7 11.c3 (facilitant al cavall d'a3 el retorn al centre a través de la ruta Ca3-c2-e3) 11...f5!] 11.c3 Ag7, etc.